# ぼんち揚

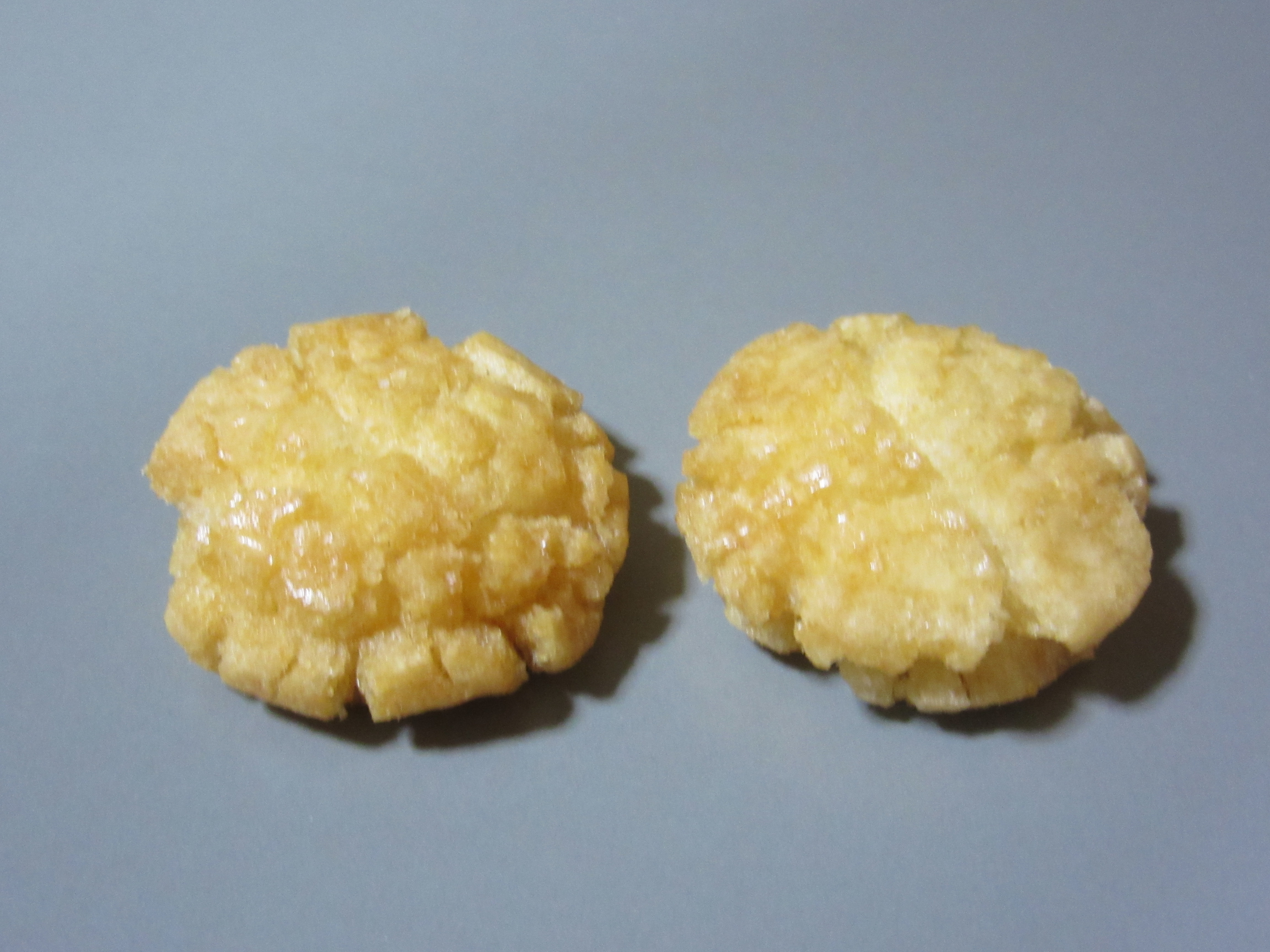
ぼんち揚げ

ぼんち揚（ぼんちあげ、英語 Bonchi Rice Snack）は、ぼんち株式会社が製造する、醤油味の揚げ煎餅。

## 概要
山形産うるち米の粉（上新粉）とでん粉を蒸して練った生地を、丸く成形して乾かしてから植物油で揚げ、淡口醤油をベースに、砂糖の甘さと鰹、昆布のうま味を加えた独特のたれに漬けて味付けした揚げ煎餅。高温で短時間揚げてあるため、ぱりっとした歯ごたえと香ばしい風味があり、薄目の味付けながらも、複雑でうま味のある味で飽きが来ないため、ロングセラー商品となっている。味の決め手となる薄口醤油はヒガシマル醤油のものを使用している。
東京市淀橋区の戸塚町（現在の東京都新宿区高田馬場）でもち米を使うあられを製造していた中央軒の竹馬治郎は、1939年に大阪市淀川区に工場を設立、第二次世界大戦中の大空襲で工場を焼失し、戦後の1952年大阪を本社とする株式会社中央軒としてあられの製造を再開した。しかし、原料のもち米が入手困難であったため、代替原料としてうるち米を使用して作る草加煎餅をヒントに商品開発を行い、大阪では珍しかった揚げ煎餅という形で1960年に「揚小丸（あげこまる）」の名称で販売を開始した。発売後も味の改良を進め、1963年には「ぼんち揚」と改名して、関西を中心に販売を開始、1969年には東京に進出し、後に全国に販路を広げた。
名前の由来は、船場言葉で器の大きな商家の息子を指す「ぼんち」。山崎豊子の同名小説に着想を得て、大阪らしい名前として商品名に取り入れられた。
揚げる前の生地は山形県寒河江市にある山形工場で製造し、揚げと調味は神戸市西区の神戸工場と埼玉県越谷市の東京工場で行われている。
ぼんち揚の売り上げの8割は大阪を中心とした関西地方が占めており、関東地方で販売されている類似商品の歌舞伎揚と比較されることがある。

## 歴史
- 1960年 - 揚げ煎餅「揚小丸」として販売開始
- 1963年 - 味付けを改良し、「ぼんち揚」と改名
- 1969年 - 主力商品となり、社名をぼんちあられ株式会社に変更
- 1984年 - ぼんち株式会社に社名変更
- 2010年 - 「ぼんち揚」発売50周年
- 2016年8月1日 - ぼんち株式会社が東北ぼんち製菓株式会社を吸収合併、ぼんち株式会社は販売者から製造者となる。

## 関連商品
- 大阪ぼんち揚
- 4連ぼんち揚
- 豊年揚

## CM
テレビコマーシャルに起用された人物
- 平参平
- 若井はんじ・けんじ
- 西川きよし・横山やすし
- 木の実ナナ
- 明石家さんま・汐路章
- フットボールアワー

## コラボレーション
ワールドトリガー　
主要登場人物のひとり迅悠一の好物としてたびたび描かれている。それを見たぼんち株式会社の担当者が、作者にダンボール箱一杯の「ぼんち揚げ」を贈ったという。
また、コラボレーション商品としてパッケージに『ワールドトリガー』の主要登場人物が描かれた「ワールドトリガーぼんち揚」が期間限定発売された。
ハローキティ
パッケージに起用したことがあった。
カラムーチョ
湖池屋が製造・販売する激辛ポテトチップスの商品名。2015年7月に「ぼんち揚 カラムーチョ ホットチリ味」を期間限定で発売。スナック菓子メーカー同士の異例のコラボレーションとなった。
チキンラーメン
日清食品が製造・販売するインスタントラーメンの商品名。2016年8月に「ぼんち揚 チキンラーメン味」を期間限定で発売。
ピザーラ
宅配ピザのチェーン店の人気メニュー「イタリアーナ」風味を期間限定で発売。
ドラえもん
2019年8月26日に「ドラえもん ぼんち揚」を発売。バンダイとの共同起案商品。

## 変わった食べ方
- 国産米と醤油・和風だしといったシンプルな味付けのため、白米・焼きそば等・水分の多い食材の上に載せ、ラップをかけて電子レンジで3分から5分加熱すると、和風のおかずとなり、濡れせんべいのような食感となる。サイズが小さいため、高温と湿度で適度に圧縮されること、また、本来のだしの風味が良いことも一因である。